# Coupe Davis 1982
Pour un article plus général, voir Coupe Davis.
Navigation
Édition précédente Édition suivante
La Coupe Davis 1982 est la 71e édition de ce tournoi de tennis professionnel masculin par nations. Les rencontres se déroulent du 5 mars au 28 novembre dans différents lieux.
Les États-Unis (tenant du titre) remporte leur 28e saladier d'argent grâce à leur victoire en finale face à la France par quatre victoires à une.

## Contexte
Le "Groupe Mondial" de l'édition 1982 de la Coupe Davis met aux prises 16 équipes sélectionnées en fonction de leurs résultats durant l'édition précédente :
- les nations ayant atteint les quarts de finale (1re & 2e ligne),
- les nations ayant remporté leur match de barrage (3e ligne),
- les nations promues dans leur zone continentale (4e ligne).

| Groupe Mondial            |                       |                      |                           |
| États-Unis (V)            | Argentine (F)         | Grande-Bretagne (DF) | Australie (DF)            |
| Roumanie (QF)             | Nouvelle-Zélande (QF) | Suède (QF)           | Tchécoslovaquie (QF)      |
| Allemagne de l'Ouest (HF) | Italie (HF)           | France (HF)          | Mexique (HF)              |
| Chili (Z. Am.)            | Inde (Z. Es.)         | Espagne (Z. Eu.)     | Union soviétique (Z. Eu.) |

Le tournoi se déroule en parallèle dans les zones continentales, avec pour enjeu d'accéder au groupe mondial. Un total de 60 nations participent à la compétition :
- 16 dans le "Groupe Mondial",
- 10 dans la "Zone Amérique",
- 10 dans la "Zone Est" (incluant l'Asie et l'Océanie),
- 22 dans la "Zone Europe" (incluant l'Afrique).

## Déroulement du tournoi
La Coupe Davis 1982 est remportée par l'équipe des États-Unis face à la France qui accède à sa première finale depuis 1933. Les États-Unis s'imposèrent sur la terre battue de Grenoble assez facilement puisqu'ils menaient 3 à 0 le samedi soir. Le match le plus serré eut lieu d'entrée entre John McEnroe et Yannick Noah, le leader de l'équipe de France. McEnroe arracha le match en cinq manches après avoir demandé une interruption de dix minutes (le règlement le permettait) ce qui coupa l'élan de Noah qui menait deux sets à un.
Les Français avaient choisi de faire jouer à côté de lui le très jeune Henri Leconte qui venait de gagner coup sur coup deux tournois, alors que c'était Thierry Tulasne qui avait joué dans les tours précédents. Pari perdu pour le capitaine Jean-Paul Loth. 
Les États-Unis terminaient là une série de quatre victoires en cinq ans. La Coupe ne reviendrait plus chez eux avant huit ans.
Leur match le plus difficile des Américains eut lieu en quart de finale à Saint-Louis (sur synthétique) contre une très forte équipe de Suède amenée par Mats Wilander qui venait de gagner Roland-Garros. Il fallut attendre le dernier match pour voir McEnroe l'emporter sur Wilander en cinq manches après 6 heures 22 de lutte au couteau, soit le match le plus long de l'Histoire de la Coupe Davis à l'époque.
En demi-finale, contre l'Australie à Perth, les Américains s'étaient facilement imposés sans perdre un match.
Durant cette campagne, les Américains avaient utilisé cinq joueurs : John McEnroe, Gene Mayer, Eliot Teltscher, Peter Fleming et Brian Gottfried. John McEnroe battit un record dans cette campagne : douze victoires en douze matchs (simples et doubles), personne n'a fait mieux depuis.
Les Français s'étaient hissés en finale après un beau parcours et notamment deux victoires contre les très fortes équipes d'Argentine (chez elle, dans une ambiance terrible) et de Tchécoslovaquie à Roland-Garros (avec trois matchs en cinq sets). La France avait utilisé quatre joueurs : Yannick Noah, Thierry Tulasne, Henri Leconte, Gilles Moretton.

## Résultats

### Groupe mondial
Les nations vaincues au 1er tour jouent leur maintien pour le groupe mondial lors du tour de barrage. Les autres sont directement qualifiées pour le groupe mondial 1983.

#### Tableau
|  | Huitièmes de finale 5 - 7 mars              | Huitièmes de finale 5 - 7 mars              |                  |   | Quarts de finale 9 - 11 juillet             | Quarts de finale 9 - 11 juillet             |  |  | Demi-finales 1 - 3 octobre       | Demi-finales 1 - 3 octobre       |  |  | Finale 26 - 28 novembre              | Finale 26 - 28 novembre              |
|  | Huitièmes de finale 5 - 7 mars              | Huitièmes de finale 5 - 7 mars              |                  |   | Quarts de finale 9 - 11 juillet             | Quarts de finale 9 - 11 juillet             |  |  | Demi-finales 1 - 3 octobre       | Demi-finales 1 - 3 octobre       |  |  | Finale 26 - 28 novembre              | Finale 26 - 28 novembre              |
|  |                                             |                                             |                  |   |                                             |                                             |  |  |                                  |                                  |  |  |                                      |                                      |
|  | Carlsbad, CA, États-Unis (dur ext.)         | Carlsbad, CA, États-Unis (dur ext.)         |                  |   | Saint-Louis, MO, États-Unis (moquette int.) | Saint-Louis, MO, États-Unis (moquette int.) |  |  | Perth, Australie (moquette int.) | Perth, Australie (moquette int.) |  |  | Grenoble, France (terre battue int.) | Grenoble, France (terre battue int.) |
|  | Carlsbad, CA, États-Unis (dur ext.)         | Carlsbad, CA, États-Unis (dur ext.)         |                  |   | Saint-Louis, MO, États-Unis (moquette int.) | Saint-Louis, MO, États-Unis (moquette int.) |  |  | Perth, Australie (moquette int.) | Perth, Australie (moquette int.) |  |  | Grenoble, France (terre battue int.) | Grenoble, France (terre battue int.) |
|  | États-Unis                                  | 4                                           |                  |   | Saint-Louis, MO, États-Unis (moquette int.) | Saint-Louis, MO, États-Unis (moquette int.) |  |  | Perth, Australie (moquette int.) | Perth, Australie (moquette int.) |  |  | Grenoble, France (terre battue int.) | Grenoble, France (terre battue int.) |
|  | États-Unis                                  | 4                                           |                  |   | Saint-Louis, MO, États-Unis (moquette int.) | Saint-Louis, MO, États-Unis (moquette int.) |  |  | Perth, Australie (moquette int.) | Perth, Australie (moquette int.) |  |  | Grenoble, France (terre battue int.) | Grenoble, France (terre battue int.) |
|  | Inde                                        | 1                                           |                  |   | Saint-Louis, MO, États-Unis (moquette int.) | Saint-Louis, MO, États-Unis (moquette int.) |  |  | Perth, Australie (moquette int.) | Perth, Australie (moquette int.) |  |  | Grenoble, France (terre battue int.) | Grenoble, France (terre battue int.) |
|  | Inde                                        | 1                                           | États-Unis       | 3 |                                             |                                             |  |  | Perth, Australie (moquette int.) | Perth, Australie (moquette int.) |  |  | Grenoble, France (terre battue int.) | Grenoble, France (terre battue int.) |
|  | Stockholm, Suède (moquette int.)            |                                             | États-Unis       | 3 |                                             |                                             |  |  | Perth, Australie (moquette int.) | Perth, Australie (moquette int.) |  |  | Grenoble, France (terre battue int.) | Grenoble, France (terre battue int.) |
|  |                                             | Suède                                       | 2                |   |                                             |                                             |  |  | Perth, Australie (moquette int.) | Perth, Australie (moquette int.) |  |  | Grenoble, France (terre battue int.) | Grenoble, France (terre battue int.) |
|  | Suède                                       | Suède                                       | 2                | 4 |                                             |                                             |  |  | Perth, Australie (moquette int.) | Perth, Australie (moquette int.) |  |  | Grenoble, France (terre battue int.) | Grenoble, France (terre battue int.) |
|  | Suède                                       | Brisbane, Australie (gazon ext.)            |                  | 4 |                                             |                                             |  |  | Perth, Australie (moquette int.) | Perth, Australie (moquette int.) |  |  | Grenoble, France (terre battue int.) | Grenoble, France (terre battue int.) |
|  | Union soviétique                            | 1                                           |                  |   |                                             |                                             |  |  | Perth, Australie (moquette int.) | Perth, Australie (moquette int.) |  |  | Grenoble, France (terre battue int.) | Grenoble, France (terre battue int.) |
|  | Union soviétique                            | 1                                           | États-Unis       | 5 |                                             |                                             |  |  |                                  |                                  |  |  | Grenoble, France (terre battue int.) | Grenoble, France (terre battue int.) |
|  | Mexico, Mexique (terre battue ext.)         |                                             | États-Unis       | 5 |                                             |                                             |  |  |                                  |                                  |  |  | Grenoble, France (terre battue int.) | Grenoble, France (terre battue int.) |
|  |                                             | Australie                                   | 0                |   |                                             |                                             |  |  |                                  |                                  |  |  | Grenoble, France (terre battue int.) | Grenoble, France (terre battue int.) |
|  | Australie                                   | Australie                                   | 0                | 3 |                                             |                                             |  |  |                                  |                                  |  |  | Grenoble, France (terre battue int.) | Grenoble, France (terre battue int.) |
|  | Australie                                   | Aix-en-Provence, France (terre battue ext.) |                  | 3 |                                             |                                             |  |  |                                  |                                  |  |  | Grenoble, France (terre battue int.) | Grenoble, France (terre battue int.) |
|  | Mexique                                     | 2                                           |                  |   |                                             |                                             |  |  |                                  |                                  |  |  | Grenoble, France (terre battue int.) | Grenoble, France (terre battue int.) |
|  | Mexique                                     | 2                                           | Australie        | 4 |                                             |                                             |  |  |                                  |                                  |  |  | Grenoble, France (terre battue int.) | Grenoble, France (terre battue int.) |
|  | Santiago, Chili (terre battue ext.)         |                                             | Australie        | 4 |                                             |                                             |  |  |                                  |                                  |  |  | Grenoble, France (terre battue int.) | Grenoble, France (terre battue int.) |
|  |                                             | Chili                                       | 1                |   |                                             |                                             |  |  |                                  |                                  |  |  | Grenoble, France (terre battue int.) | Grenoble, France (terre battue int.) |
|  | Roumanie                                    | Chili                                       | 1                | 1 |                                             |                                             |  |  |                                  |                                  |  |  | Grenoble, France (terre battue int.) | Grenoble, France (terre battue int.) |
|  | Roumanie                                    | Cervia, Italie (terre battue ext.)          |                  | 1 |                                             |                                             |  |  |                                  |                                  |  |  | Grenoble, France (terre battue int.) | Grenoble, France (terre battue int.) |
|  | Chili                                       | 3                                           |                  |   |                                             |                                             |  |  |                                  |                                  |  |  | Grenoble, France (terre battue int.) | Grenoble, France (terre battue int.) |
|  | Chili                                       | 3                                           | États-Unis       | 4 |                                             |                                             |  |  |                                  |                                  |  |  |                                      |                                      |
|  | Christchurch, Nouvelle-Zélande (gazon ext.) |                                             | États-Unis       | 4 |                                             |                                             |  |  |                                  |                                  |  |  |                                      |                                      |
|  |                                             | France                                      | 1                |   |                                             |                                             |  |  |                                  |                                  |  |  |                                      |                                      |
|  | Espagne                                     | France                                      | 1                | 2 |                                             |                                             |  |  |                                  |                                  |  |  |                                      |                                      |
|  | Espagne                                     |                                             |                  | 2 |                                             |                                             |  |  |                                  |                                  |  |  |                                      |                                      |
|  | Nouvelle-Zélande                            | 3                                           |                  |   |                                             |                                             |  |  |                                  |                                  |  |  |                                      |                                      |
|  | Nouvelle-Zélande                            | 3                                           | Nouvelle-Zélande | 3 |                                             |                                             |  |  |                                  |                                  |  |  |                                      |                                      |
|  | Rome, Italie (terre battue ext.)            |                                             | Nouvelle-Zélande | 3 |                                             |                                             |  |  |                                  |                                  |  |  |                                      |                                      |
|  |                                             | Italie                                      | 2                |   |                                             |                                             |  |  |                                  |                                  |  |  |                                      |                                      |
|  | Italie                                      | Italie                                      | 2                | 3 |                                             |                                             |  |  |                                  |                                  |  |  |                                      |                                      |
|  | Italie                                      | Paris, France (terre battue ext.)           |                  | 3 |                                             |                                             |  |  |                                  |                                  |  |  |                                      |                                      |
|  | Grande-Bretagne                             | 2                                           |                  |   |                                             |                                             |  |  |                                  |                                  |  |  |                                      |                                      |
|  | Grande-Bretagne                             | 2                                           | Nouvelle-Zélande | 2 |                                             |                                             |  |  |                                  |                                  |  |  |                                      |                                      |
|  | Prague, Tchécoslovaquie (moquette int.)     |                                             | Nouvelle-Zélande | 2 |                                             |                                             |  |  |                                  |                                  |  |  |                                      |                                      |
|  |                                             | France                                      | 3                |   |                                             |                                             |  |  |                                  |                                  |  |  |                                      |                                      |
|  | Allemagne de l'Ouest                        | France                                      | 3                | 0 |                                             |                                             |  |  |                                  |                                  |  |  |                                      |                                      |
|  | Allemagne de l'Ouest                        |                                             |                  | 0 |                                             |                                             |  |  |                                  |                                  |  |  |                                      |                                      |
|  | Tchécoslovaquie                             | 5                                           |                  |   |                                             |                                             |  |  |                                  |                                  |  |  |                                      |                                      |
|  | Tchécoslovaquie                             | 5                                           | Tchécoslovaquie  | 2 |                                             |                                             |  |  |                                  |                                  |  |  |                                      |                                      |
|  | Buenos Aires, Argentine (terre battue ext.) |                                             | Tchécoslovaquie  | 2 |                                             |                                             |  |  |                                  |                                  |  |  |                                      |                                      |
|  |                                             | France                                      | 3                |   |                                             |                                             |  |  |                                  |                                  |  |  |                                      |                                      |
|  | France                                      | France                                      | 3                | 3 |                                             |                                             |  |  |                                  |                                  |  |  |                                      |                                      |
|  | France                                      |                                             |                  | 3 |                                             |                                             |  |  |                                  |                                  |  |  |                                      |                                      |
|  | Argentine                                   | 2                                           |                  |   |                                             |                                             |  |  |                                  |                                  |  |  |                                      |                                      |
|  | Argentine                                   | 2                                           |                  |   |                                             |                                             |  |  |                                  |                                  |  |  |                                      |                                      |

#### Matchs détaillés

##### Huitièmes de finale
| | États-Unis | 4                               | - | 1 | Inde |  |  |
| --- | ---------- | ------------------------------- | - | - | ---- |  |  |
| La Costa Resort Hotel, Carlsbad, CA, États-Unis |            |                                 |   |   |      |  |  |
| du 5 au 7 mars 1982 sur dur (ext.) |            |                                 |   |   |      |  |  |
| \| 1 \| \| John McEnroe \| 6 \| 9 \| 7 \| \| \| \| 1 \| \| Vijay Amritraj \| 4 \| 7 \| 5 \| \| \| \| 2 \| \| Eliot Teltscher \| 6 \| 6 \| 6 \| \| \| \| 2 \| \| Ramesh Krishnan \| 3 \| 3 \| 4 \| \| \| \| 3 \| \| Peter Fleming - John McEnroe \| 6 \| 6 \| 7 \| \| \| \| 3 \| \| Anand Amritraj - Vijay Amritraj \| 3 \| 1 \| 5 \| \| \| \| \| \| \| \| \| \| \| \| \| 4 \| \| Eliot Teltscher \| 3 \| 5 \| \| \| \| \| 4 \| \| Vijay Amritraj \| 6 \| 7 \| \| \| \| \| \| \| \| \| \| \| \| \| \| 5 \| \| John McEnroe \| 6 \| 5 \| 6 \| \| \| \| 5 \| \| Ramesh Krishnan \| 1 \| 7 \| 4 \| \| \| \| \| \| \| \| \| \| \| \| |            |                                 |   |   |      |  |  |
| 1 |            | John McEnroe                    | 6 | 9 | 7    |  |  |
| 1 |            | Vijay Amritraj                  | 4 | 7 | 5    |  |  |
| 2 |            | Eliot Teltscher                 | 6 | 6 | 6    |  |  |
| 2 |            | Ramesh Krishnan                 | 3 | 3 | 4    |  |  |
| 3 |            | Peter Fleming - John McEnroe    | 6 | 6 | 7    |  |  |
| 3 |            | Anand Amritraj - Vijay Amritraj | 3 | 1 | 5    |  |  |
| |            |                                 |   |   |      |  |  |
| 4 |            | Eliot Teltscher                 | 3 | 5 |      |  |  |
| 4 |            | Vijay Amritraj                  | 6 | 7 |      |  |  |
| |            |                                 |   |   |      |  |  |
| 5 |            | John McEnroe                    | 6 | 5 | 6    |  |  |
| 5 |            | Ramesh Krishnan                 | 1 | 7 | 4    |  |  |
| |            |                                 |   |   |      |  |  |

| 1 |  | John McEnroe                    | 6 | 9 | 7 |  |  |
| 1 |  | Vijay Amritraj                  | 4 | 7 | 5 |  |  |
| 2 |  | Eliot Teltscher                 | 6 | 6 | 6 |  |  |
| 2 |  | Ramesh Krishnan                 | 3 | 3 | 4 |  |  |
| 3 |  | Peter Fleming - John McEnroe    | 6 | 6 | 7 |  |  |
| 3 |  | Anand Amritraj - Vijay Amritraj | 3 | 1 | 5 |  |  |
|   |  |                                 |   |   |   |  |  |
| 4 |  | Eliot Teltscher                 | 3 | 5 |   |  |  |
| 4 |  | Vijay Amritraj                  | 6 | 7 |   |  |  |
|   |  |                                 |   |   |   |  |  |
| 5 |  | John McEnroe                    | 6 | 5 | 6 |  |  |
| 5 |  | Ramesh Krishnan                 | 1 | 7 | 4 |  |  |
|   |  |                                 |   |   |   |  |  |

| | Suède | 4                                 | -  | 1  | Union soviétique |   |   |
| --- | ----- | --------------------------------- | -- | -- | ---------------- | - | - |
| Kungliga Tennishallen, Stockholm, Suède |       |                                   |    |    |                  |   |   |
| du 5 au 7 mars 1982 sur moquette (int.) |       |                                   |    |    |                  |   |   |
| \| 1 \| \| Mats Wilander \| 9 \| 6 \| 6 \| \| \| \| 1 \| \| Vadim Borisov \| 7 \| 1 \| 4 \| \| \| \| 2 \| \| Anders Järryd \| 6 \| 3 \| 0 \| 6 \| 6 \| \| 2 \| \| Alexander Zverev \| 1 \| 6 \| 6 \| 3 \| 2 \| \| 3 \| \| Anders Järryd - Hans Simonsson \| 8 \| 3 \| 6 \| 8 \| 6 \| \| 3 \| \| Vadim Borisov - Konstantin Pugaev \| 10 \| 6 \| 2 \| 6 \| 0 \| \| \| \| \| \| \| \| \| \| \| 4 \| \| Joakim Nyström \| 4 \| 6 \| 4 \| \| \| \| 4 \| \| Konstantin Pugaev \| 6 \| 3 \| 6 \| \| \| \| \| \| \| \| \| \| \| \| \| 5 \| \| Mats Wilander \| 4 \| 10 \| 6 \| \| \| \| 5 \| \| Alexander Zverev \| 6 \| 8 \| 2 \| \| \| \| \| \| \| \| \| \| \| \| |       |                                   |    |    |                  |   |   |
| 1 |       | Mats Wilander                     | 9  | 6  | 6                |   |   |
| 1 |       | Vadim Borisov                     | 7  | 1  | 4                |   |   |
| 2 |       | Anders Järryd                     | 6  | 3  | 0                | 6 | 6 |
| 2 |       | Alexander Zverev                  | 1  | 6  | 6                | 3 | 2 |
| 3 |       | Anders Järryd - Hans Simonsson    | 8  | 3  | 6                | 8 | 6 |
| 3 |       | Vadim Borisov - Konstantin Pugaev | 10 | 6  | 2                | 6 | 0 |
| |       |                                   |    |    |                  |   |   |
| 4 |       | Joakim Nyström                    | 4  | 6  | 4                |   |   |
| 4 |       | Konstantin Pugaev                 | 6  | 3  | 6                |   |   |
| |       |                                   |    |    |                  |   |   |
| 5 |       | Mats Wilander                     | 4  | 10 | 6                |   |   |
| 5 |       | Alexander Zverev                  | 6  | 8  | 2                |   |   |
| |       |                                   |    |    |                  |   |   |

| 1 |  | Mats Wilander                     | 9  | 6  | 6 |   |   |
| 1 |  | Vadim Borisov                     | 7  | 1  | 4 |   |   |
| 2 |  | Anders Järryd                     | 6  | 3  | 0 | 6 | 6 |
| 2 |  | Alexander Zverev                  | 1  | 6  | 6 | 3 | 2 |
| 3 |  | Anders Järryd - Hans Simonsson    | 8  | 3  | 6 | 8 | 6 |
| 3 |  | Vadim Borisov - Konstantin Pugaev | 10 | 6  | 2 | 6 | 0 |
|   |  |                                   |    |    |   |   |   |
| 4 |  | Joakim Nyström                    | 4  | 6  | 4 |   |   |
| 4 |  | Konstantin Pugaev                 | 6  | 3  | 6 |   |   |
|   |  |                                   |    |    |   |   |   |
| 5 |  | Mats Wilander                     | 4  | 10 | 6 |   |   |
| 5 |  | Alexander Zverev                  | 6  | 8  | 2 |   |   |
|   |  |                                   |    |    |   |   |   |

| | Mexique | 2                           | - | 3 | Australie |   |  |
| --- | ------- | --------------------------- | - | - | --------- | - |  |
| Stade Rafael Osuna, Mexico, Mexique |         |                             |   |   |           |   |  |
| du 5 au 7 mars 1982 sur terre battue (ext.) |         |                             |   |   |           |   |  |
| \| 1 \| \| Francisco Maciel \| 3 \| 4 \| 1 \| \| \| \| 1 \| \| Mark Edmondson \| 6 \| 6 \| 6 \| \| \| \| 2 \| \| Raúl Ramírez \| 6 \| 6 \| 6 \| \| \| \| 2 \| \| Peter McNamara \| 2 \| 3 \| 4 \| \| \| \| 3 \| \| Jorge Lozano - Raúl Ramírez \| 3 \| 7 \| 7 \| 9 \| \| \| 3 \| \| John Alexander - Phil Dent \| 6 \| 5 \| 5 \| 7 \| \| \| \| \| \| \| \| \| \| \| \| 4 \| \| Francisco Maciel \| 3 \| 3 \| 0 \| \| \| \| 4 \| \| Peter McNamara \| 6 \| 6 \| 6 \| \| \| \| \| \| \| \| \| \| \| \| \| 5 \| \| Raúl Ramírez \| 1 \| 4 \| 2 \| \| \| \| 5 \| \| Mark Edmondson \| 6 \| 6 \| 6 \| \| \| \| \| \| \| \| \| \| \| \| |         |                             |   |   |           |   |  |
| 1 |         | Francisco Maciel            | 3 | 4 | 1         |   |  |
| 1 |         | Mark Edmondson              | 6 | 6 | 6         |   |  |
| 2 |         | Raúl Ramírez                | 6 | 6 | 6         |   |  |
| 2 |         | Peter McNamara              | 2 | 3 | 4         |   |  |
| 3 |         | Jorge Lozano - Raúl Ramírez | 3 | 7 | 7         | 9 |  |
| 3 |         | John Alexander - Phil Dent  | 6 | 5 | 5         | 7 |  |
| |         |                             |   |   |           |   |  |
| 4 |         | Francisco Maciel            | 3 | 3 | 0         |   |  |
| 4 |         | Peter McNamara              | 6 | 6 | 6         |   |  |
| |         |                             |   |   |           |   |  |
| 5 |         | Raúl Ramírez                | 1 | 4 | 2         |   |  |
| 5 |         | Mark Edmondson              | 6 | 6 | 6         |   |  |
| |         |                             |   |   |           |   |  |

| 1 |  | Francisco Maciel            | 3 | 4 | 1 |   |  |
| 1 |  | Mark Edmondson              | 6 | 6 | 6 |   |  |
| 2 |  | Raúl Ramírez                | 6 | 6 | 6 |   |  |
| 2 |  | Peter McNamara              | 2 | 3 | 4 |   |  |
| 3 |  | Jorge Lozano - Raúl Ramírez | 3 | 7 | 7 | 9 |  |
| 3 |  | John Alexander - Phil Dent  | 6 | 5 | 5 | 7 |  |
|   |  |                             |   |   |   |   |  |
| 4 |  | Francisco Maciel            | 3 | 3 | 0 |   |  |
| 4 |  | Peter McNamara              | 6 | 6 | 6 |   |  |
|   |  |                             |   |   |   |   |  |
| 5 |  | Raúl Ramírez                | 1 | 4 | 2 |   |  |
| 5 |  | Mark Edmondson              | 6 | 6 | 6 |   |  |
|   |  |                             |   |   |   |   |  |

| | Chili             | 3                                | -   | 1    | Roumanie |   |   |
| --- | ----------------- | -------------------------------- | --- | ---- | -------- | - | - |
| Santiago, Chili |                   |                                  |     |      |          |   |   |
| du 5 au 7 mars 1982 sur terre battue (ext.) |                   |                                  |     |      |          |   |   |
| \| 1 \| \| Belus Prajoux \| 6 \| 7 \| 4 \| 8 \| 2 \| \| 1 \| \| Ilie Năstase \| 1 \| 9 \| 6 \| 6 \| 6 \| \| 2 \| \| Pedro Rebolledo \| 6 \| 6 \| 6 \| \| \| \| 2 \| \| Florin Segărceanu \| 4 \| 2 \| 0 \| \| \| \| 3 \| \| Jaime Fillol - Belus Prajoux \| 8 \| 6 \| 2 \| 6 \| \| \| 3 \| \| Andrei Dîrzu - Florin Segărceanu \| 6 \| 1 \| 6 \| 1 \| \| \| \| \| \| \| \| \| \| \| \| 4 \| \| Pedro Rebolledo \| 5 \| 6 \| 6 \| 6 \| \| \| 4 \| \| Ilie Năstase \| 7 \| 4 \| 1 \| 3 \| \| \| \| \| \| \| \| \| \| \| \| 5 \| \| Belus Prajoux \| non \| joué \| \| \| \| \| 5 \| Florin Segărceanu \| \| \| \| \| \| \| \| \| \| \| \| \| \| \| \| |                   |                                  |     |      |          |   |   |
| 1 |                   | Belus Prajoux                    | 6   | 7    | 4        | 8 | 2 |
| 1 |                   | Ilie Năstase                     | 1   | 9    | 6        | 6 | 6 |
| 2 |                   | Pedro Rebolledo                  | 6   | 6    | 6        |   |   |
| 2 |                   | Florin Segărceanu                | 4   | 2    | 0        |   |   |
| 3 |                   | Jaime Fillol - Belus Prajoux     | 8   | 6    | 2        | 6 |   |
| 3 |                   | Andrei Dîrzu - Florin Segărceanu | 6   | 1    | 6        | 1 |   |
| |                   |                                  |     |      |          |   |   |
| 4 |                   | Pedro Rebolledo                  | 5   | 6    | 6        | 6 |   |
| 4 |                   | Ilie Năstase                     | 7   | 4    | 1        | 3 |   |
| |                   |                                  |     |      |          |   |   |
| 5 |                   | Belus Prajoux                    | non | joué |          |   |   |
| 5 | Florin Segărceanu |                                  |     |      |          |   |   |
| |                   |                                  |     |      |          |   |   |

| 1 |                   | Belus Prajoux                    | 6   | 7    | 4 | 8 | 2 |
| 1 |                   | Ilie Năstase                     | 1   | 9    | 6 | 6 | 6 |
| 2 |                   | Pedro Rebolledo                  | 6   | 6    | 6 |   |   |
| 2 |                   | Florin Segărceanu                | 4   | 2    | 0 |   |   |
| 3 |                   | Jaime Fillol - Belus Prajoux     | 8   | 6    | 2 | 6 |   |
| 3 |                   | Andrei Dîrzu - Florin Segărceanu | 6   | 1    | 6 | 1 |   |
|   |                   |                                  |     |      |   |   |   |
| 4 |                   | Pedro Rebolledo                  | 5   | 6    | 6 | 6 |   |
| 4 |                   | Ilie Năstase                     | 7   | 4    | 1 | 3 |   |
|   |                   |                                  |     |      |   |   |   |
| 5 |                   | Belus Prajoux                    | non | joué |   |   |   |
| 5 | Florin Segărceanu |                                  |     |      |   |   |   |
|   |                   |                                  |     |      |   |   |   |

| | Nouvelle-Zélande | 3                            | -  | 2 | Espagne |    |   |
| --- | ---------------- | ---------------------------- | -- | - | ------- | -- | - |
| Wilding Park, Christchurch, Nouvelle-Zélande |                  |                              |    |   |         |    |   |
| du 5 au 7 mars 1982 sur gazon (ext.) |                  |                              |    |   |         |    |   |
| \| 1 \| \| Russell Simpson \| 14 \| 6 \| 7 \| 12 \| \| \| 1 \| \| José López Maeso \| 12 \| 3 \| 9 \| 10 \| \| \| 2 \| \| Onny Parun \| 6 \| 6 \| 6 \| \| \| \| 2 \| \| Ángel Giménez \| 3 \| 3 \| 2 \| \| \| \| 3 \| \| Onny Parun - Russell Simpson \| 3 \| 6 \| 6 \| 3 \| 4 \| \| 3 \| \| Sergio Casal - Ángel Giménez \| 6 \| 3 \| 4 \| 6 \| 6 \| \| \| \| \| \| \| \| \| \| \| 4 \| \| Onny Parun \| 8 \| 3 \| 7 \| \| \| \| 4 \| \| José López Maeso \| 10 \| 6 \| 9 \| \| \| \| \| \| \| \| \| \| \| \| \| 5 \| \| Russell Simpson \| 2 \| 5 \| 6 \| 6 \| 6 \| \| 5 \| \| Ángel Giménez \| 6 \| 7 \| 1 \| 3 \| 1 \| \| \| \| \| \| \| \| \| \| |                  |                              |    |   |         |    |   |
| 1 |                  | Russell Simpson              | 14 | 6 | 7       | 12 |   |
| 1 |                  | José López Maeso             | 12 | 3 | 9       | 10 |   |
| 2 |                  | Onny Parun                   | 6  | 6 | 6       |    |   |
| 2 |                  | Ángel Giménez                | 3  | 3 | 2       |    |   |
| 3 |                  | Onny Parun - Russell Simpson | 3  | 6 | 6       | 3  | 4 |
| 3 |                  | Sergio Casal - Ángel Giménez | 6  | 3 | 4       | 6  | 6 |
| |                  |                              |    |   |         |    |   |
| 4 |                  | Onny Parun                   | 8  | 3 | 7       |    |   |
| 4 |                  | José López Maeso             | 10 | 6 | 9       |    |   |
| |                  |                              |    |   |         |    |   |
| 5 |                  | Russell Simpson              | 2  | 5 | 6       | 6  | 6 |
| 5 |                  | Ángel Giménez                | 6  | 7 | 1       | 3  | 1 |
| |                  |                              |    |   |         |    |   |

| 1 |  | Russell Simpson              | 14 | 6 | 7 | 12 |   |
| 1 |  | José López Maeso             | 12 | 3 | 9 | 10 |   |
| 2 |  | Onny Parun                   | 6  | 6 | 6 |    |   |
| 2 |  | Ángel Giménez                | 3  | 3 | 2 |    |   |
| 3 |  | Onny Parun - Russell Simpson | 3  | 6 | 6 | 3  | 4 |
| 3 |  | Sergio Casal - Ángel Giménez | 6  | 3 | 4 | 6  | 6 |
|   |  |                              |    |   |   |    |   |
| 4 |  | Onny Parun                   | 8  | 3 | 7 |    |   |
| 4 |  | José López Maeso             | 10 | 6 | 9 |    |   |
|   |  |                              |    |   |   |    |   |
| 5 |  | Russell Simpson              | 2  | 5 | 6 | 6  | 6 |
| 5 |  | Ángel Giménez                | 6  | 7 | 1 | 3  | 1 |
|   |  |                              |    |   |   |    |   |

| | Italie | 3                               | -  | 2 | Grande-Bretagne |   |  |
| --- | ------ | ------------------------------- | -- | - | --------------- | - |  |
| Foro Italico, Rome, Italie |        |                                 |    |   |                 |   |  |
| du 5 au 7 mars 1982 sur terre battue (ext.) |        |                                 |    |   |                 |   |  |
| \| 1 \| \| Adriano Panatta \| 7 \| 5 \| 3 \| 4 \| \| \| 1 \| \| Buster Mottram \| 5 \| 7 \| 6 \| 6 \| \| \| 2 \| \| Corrado Barazzutti \| 11 \| 6 \| 6 \| \| \| \| 2 \| \| Richard Lewis \| 9 \| 1 \| 1 \| \| \| \| 3 \| \| P. Bertolucci - A. Panatta \| 6 \| 6 \| 6 \| \| \| \| 3 \| \| Andrew Jarrett - Jonathan Smith \| 4 \| 3 \| 3 \| \| \| \| \| \| \| \| \| \| \| \| \| 4 \| \| Corrado Barazzutti \| 4 \| 3 \| 5 \| \| \| \| 4 \| \| Buster Mottram \| 6 \| 6 \| 7 \| \| \| \| \| \| \| \| \| \| \| \| \| 5 \| \| Adriano Panatta \| 8 \| 6 \| 6 \| \| \| \| 5 \| \| Richard Lewis \| 6 \| 4 \| 2 \| \| \| \| \| \| \| \| \| \| \| \| |        |                                 |    |   |                 |   |  |
| 1 |        | Adriano Panatta                 | 7  | 5 | 3               | 4 |  |
| 1 |        | Buster Mottram                  | 5  | 7 | 6               | 6 |  |
| 2 |        | Corrado Barazzutti              | 11 | 6 | 6               |   |  |
| 2 |        | Richard Lewis                   | 9  | 1 | 1               |   |  |
| 3 |        | P. Bertolucci - A. Panatta      | 6  | 6 | 6               |   |  |
| 3 |        | Andrew Jarrett - Jonathan Smith | 4  | 3 | 3               |   |  |
| |        |                                 |    |   |                 |   |  |
| 4 |        | Corrado Barazzutti              | 4  | 3 | 5               |   |  |
| 4 |        | Buster Mottram                  | 6  | 6 | 7               |   |  |
| |        |                                 |    |   |                 |   |  |
| 5 |        | Adriano Panatta                 | 8  | 6 | 6               |   |  |
| 5 |        | Richard Lewis                   | 6  | 4 | 2               |   |  |
| |        |                                 |    |   |                 |   |  |

| 1 |  | Adriano Panatta                 | 7  | 5 | 3 | 4 |  |
| 1 |  | Buster Mottram                  | 5  | 7 | 6 | 6 |  |
| 2 |  | Corrado Barazzutti              | 11 | 6 | 6 |   |  |
| 2 |  | Richard Lewis                   | 9  | 1 | 1 |   |  |
| 3 |  | P. Bertolucci - A. Panatta      | 6  | 6 | 6 |   |  |
| 3 |  | Andrew Jarrett - Jonathan Smith | 4  | 3 | 3 |   |  |
|   |  |                                 |    |   |   |   |  |
| 4 |  | Corrado Barazzutti              | 4  | 3 | 5 |   |  |
| 4 |  | Buster Mottram                  | 6  | 6 | 7 |   |  |
|   |  |                                 |    |   |   |   |  |
| 5 |  | Adriano Panatta                 | 8  | 6 | 6 |   |  |
| 5 |  | Richard Lewis                   | 6  | 4 | 2 |   |  |
|   |  |                                 |    |   |   |   |  |

| | Tchécoslovaquie | 5                                   | - | 0 | Allemagne de l'Ouest |  |  |
| --- | --------------- | ----------------------------------- | - | - | -------------------- |  |  |
| Ice Sports Hall, Prague, Tchécoslovaquie |                 |                                     |   |   |                      |  |  |
| du 5 au 7 mars 1982 sur moquette (int.) |                 |                                     |   |   |                      |  |  |
| \| 1 \| \| Tomáš Šmíd \| 9 \| 6 \| 6 \| \| \| \| 1 \| \| Ulrich Pinner \| 7 \| 4 \| 1 \| \| \| \| 2 \| \| Ivan Lendl \| 6 \| 6 \| 6 \| \| \| \| 2 \| \| Rolf Gehring \| 1 \| 2 \| 2 \| \| \| \| 3 \| \| Pavel Složil - Tomáš Šmíd \| 6 \| 6 \| 6 \| \| \| \| 3 \| \| Hans-Dieter Beutel - Christoph Zipf \| 3 \| 4 \| 4 \| \| \| \| \| \| \| \| \| \| \| \| \| 4 \| \| Tomáš Šmíd \| 6 \| 2 \| 6 \| \| \| \| 4 \| \| Rolf Gehring \| 3 \| 6 \| 3 \| \| \| \| \| \| \| \| \| \| \| \| \| 5 \| \| Ivan Lendl \| 6 \| 6 \| \| \| \| \| 5 \| \| Ulrich Pinner \| 1 \| 3 \| \| \| \| \| \| \| \| \| \| \| \| \| |                 |                                     |   |   |                      |  |  |
| 1 |                 | Tomáš Šmíd                          | 9 | 6 | 6                    |  |  |
| 1 |                 | Ulrich Pinner                       | 7 | 4 | 1                    |  |  |
| 2 |                 | Ivan Lendl                          | 6 | 6 | 6                    |  |  |
| 2 |                 | Rolf Gehring                        | 1 | 2 | 2                    |  |  |
| 3 |                 | Pavel Složil - Tomáš Šmíd           | 6 | 6 | 6                    |  |  |
| 3 |                 | Hans-Dieter Beutel - Christoph Zipf | 3 | 4 | 4                    |  |  |
| |                 |                                     |   |   |                      |  |  |
| 4 |                 | Tomáš Šmíd                          | 6 | 2 | 6                    |  |  |
| 4 |                 | Rolf Gehring                        | 3 | 6 | 3                    |  |  |
| |                 |                                     |   |   |                      |  |  |
| 5 |                 | Ivan Lendl                          | 6 | 6 |                      |  |  |
| 5 |                 | Ulrich Pinner                       | 1 | 3 |                      |  |  |
| |                 |                                     |   |   |                      |  |  |

| 1 |  | Tomáš Šmíd                          | 9 | 6 | 6 |  |  |
| 1 |  | Ulrich Pinner                       | 7 | 4 | 1 |  |  |
| 2 |  | Ivan Lendl                          | 6 | 6 | 6 |  |  |
| 2 |  | Rolf Gehring                        | 1 | 2 | 2 |  |  |
| 3 |  | Pavel Složil - Tomáš Šmíd           | 6 | 6 | 6 |  |  |
| 3 |  | Hans-Dieter Beutel - Christoph Zipf | 3 | 4 | 4 |  |  |
|   |  |                                     |   |   |   |  |  |
| 4 |  | Tomáš Šmíd                          | 6 | 2 | 6 |  |  |
| 4 |  | Rolf Gehring                        | 3 | 6 | 3 |  |  |
|   |  |                                     |   |   |   |  |  |
| 5 |  | Ivan Lendl                          | 6 | 6 |   |  |  |
| 5 |  | Ulrich Pinner                       | 1 | 3 |   |  |  |
|   |  |                                     |   |   |   |  |  |

| | Argentine | 2                              | - | 3 | France |   |   |
| --- | --------- | ------------------------------ | - | - | ------ | - | - |
| Buenos Aires Lawn T.C., Buenos Aires, Argentine |           |                                |   |   |        |   |   |
| du 5 au 7 mars 1982 sur terre battue (ext.) |           |                                |   |   |        |   |   |
| \| 1 \| \| Guillermo Vilas \| 6 \| 4 \| 7 \| 3 \| 7 \| \| 1 \| \| Yannick Noah \| 1 \| 6 \| 5 \| 6 \| 5 \| \| 2 \| \| Ricardo Cano \| 1 \| 3 \| 2 \| \| \| \| 2 \| \| Thierry Tulasne \| 6 \| 6 \| 6 \| \| \| \| 3 \| \| A. Ganzábal - G. Vilas \| 8 \| 3 \| 2 \| 4 \| \| \| 3 \| \| Gilles Moretton - Yannick Noah \| 6 \| 6 \| 6 \| 6 \| \| \| \| \| \| \| \| \| \| \| \| 4 \| \| Guillermo Vilas \| 6 \| 6 \| 6 \| \| \| \| 4 \| \| Thierry Tulasne \| 1 \| 0 \| 1 \| \| \| \| \| \| \| \| \| \| \| \| \| 5 \| \| Ricardo Cano \| 6 \| 1 \| 6 \| \| \| \| 5 \| \| Yannick Noah \| 8 \| 6 \| 9 \| \| \| \| \| \| \| \| \| \| \| \| |           |                                |   |   |        |   |   |
| 1 |           | Guillermo Vilas                | 6 | 4 | 7      | 3 | 7 |
| 1 |           | Yannick Noah                   | 1 | 6 | 5      | 6 | 5 |
| 2 |           | Ricardo Cano                   | 1 | 3 | 2      |   |   |
| 2 |           | Thierry Tulasne                | 6 | 6 | 6      |   |   |
| 3 |           | A. Ganzábal - G. Vilas         | 8 | 3 | 2      | 4 |   |
| 3 |           | Gilles Moretton - Yannick Noah | 6 | 6 | 6      | 6 |   |
| |           |                                |   |   |        |   |   |
| 4 |           | Guillermo Vilas                | 6 | 6 | 6      |   |   |
| 4 |           | Thierry Tulasne                | 1 | 0 | 1      |   |   |
| |           |                                |   |   |        |   |   |
| 5 |           | Ricardo Cano                   | 6 | 1 | 6      |   |   |
| 5 |           | Yannick Noah                   | 8 | 6 | 9      |   |   |
| |           |                                |   |   |        |   |   |

| 1 |  | Guillermo Vilas                | 6 | 4 | 7 | 3 | 7 |
| 1 |  | Yannick Noah                   | 1 | 6 | 5 | 6 | 5 |
| 2 |  | Ricardo Cano                   | 1 | 3 | 2 |   |   |
| 2 |  | Thierry Tulasne                | 6 | 6 | 6 |   |   |
| 3 |  | A. Ganzábal - G. Vilas         | 8 | 3 | 2 | 4 |   |
| 3 |  | Gilles Moretton - Yannick Noah | 6 | 6 | 6 | 6 |   |
|   |  |                                |   |   |   |   |   |
| 4 |  | Guillermo Vilas                | 6 | 6 | 6 |   |   |
| 4 |  | Thierry Tulasne                | 1 | 0 | 1 |   |   |
|   |  |                                |   |   |   |   |   |
| 5 |  | Ricardo Cano                   | 6 | 1 | 6 |   |   |
| 5 |  | Yannick Noah                   | 8 | 6 | 9 |   |   |
|   |  |                                |   |   |   |   |   |

##### Quart de finale
| | États-Unis | 3                              | -  | 2 | Suède |   |   |
| --- | ---------- | ------------------------------ | -- | - | ----- | - | - |
| Checkerdome, Saint-Louis, MO, États-Unis |            |                                |    |   |       |   |   |
| du 9 au 11 juillet 1982 sur moquette (int.) |            |                                |    |   |       |   |   |
| \| 1 \| \| John McEnroe \| 10 \| 6 \| 6 \| \| \| \| 1 \| \| Anders Järryd \| 8 \| 3 \| 3 \| \| \| \| 2 \| \| Eliot Teltscher \| 4 \| 5 \| 6 \| 6 \| 0 \| \| 2 \| \| Mats Wilander \| 6 \| 7 \| 3 \| 3 \| 6 \| \| 3 \| \| Peter Fleming - John McEnroe \| 6 \| 6 \| 6 \| \| \| \| 3 \| \| Anders Järryd - Hans Simonsson \| 4 \| 3 \| 0 \| \| \| \| \| \| \| \| \| \| \| \| \| 4 \| \| Brian Gottfried \| 2 \| 2 \| 4 \| \| \| \| 4 \| \| Anders Järryd \| 6 \| 6 \| 6 \| \| \| \| \| \| \| \| \| \| \| \| \| 5 \| \| John McEnroe \| 9 \| 6 \| 15 \| 3 \| 8 \| \| 5 \| \| Mats Wilander \| 7 \| 2 \| 17 \| 6 \| 6 \| \| \| \| \| \| \| \| \| \| |            |                                |    |   |       |   |   |
| 1 |            | John McEnroe                   | 10 | 6 | 6     |   |   |
| 1 |            | Anders Järryd                  | 8  | 3 | 3     |   |   |
| 2 |            | Eliot Teltscher                | 4  | 5 | 6     | 6 | 0 |
| 2 |            | Mats Wilander                  | 6  | 7 | 3     | 3 | 6 |
| 3 |            | Peter Fleming - John McEnroe   | 6  | 6 | 6     |   |   |
| 3 |            | Anders Järryd - Hans Simonsson | 4  | 3 | 0     |   |   |
| |            |                                |    |   |       |   |   |
| 4 |            | Brian Gottfried                | 2  | 2 | 4     |   |   |
| 4 |            | Anders Järryd                  | 6  | 6 | 6     |   |   |
| |            |                                |    |   |       |   |   |
| 5 |            | John McEnroe                   | 9  | 6 | 15    | 3 | 8 |
| 5 |            | Mats Wilander                  | 7  | 2 | 17    | 6 | 6 |
| |            |                                |    |   |       |   |   |

| 1 |  | John McEnroe                   | 10 | 6 | 6  |   |   |
| 1 |  | Anders Järryd                  | 8  | 3 | 3  |   |   |
| 2 |  | Eliot Teltscher                | 4  | 5 | 6  | 6 | 0 |
| 2 |  | Mats Wilander                  | 6  | 7 | 3  | 3 | 6 |
| 3 |  | Peter Fleming - John McEnroe   | 6  | 6 | 6  |   |   |
| 3 |  | Anders Järryd - Hans Simonsson | 4  | 3 | 0  |   |   |
|   |  |                                |    |   |    |   |   |
| 4 |  | Brian Gottfried                | 2  | 2 | 4  |   |   |
| 4 |  | Anders Järryd                  | 6  | 6 | 6  |   |   |
|   |  |                                |    |   |    |   |   |
| 5 |  | John McEnroe                   | 9  | 6 | 15 | 3 | 8 |
| 5 |  | Mats Wilander                  | 7  | 2 | 17 | 6 | 6 |
|   |  |                                |    |   |    |   |   |

| | Australie | 4                                 | - | 1 | Chili |   |   |
| --- | --------- | --------------------------------- | - | - | ----- | - | - |
| Milton Courts, Brisbane, Australie |           |                                   |   |   |       |   |   |
| du 9 au 11 juillet 1982 sur gazon (ext.) |           |                                   |   |   |       |   |   |
| \| 1 \| \| John Fitzgerald \| 8 \| 7 \| 6 \| \| \| \| 1 \| \| Ricardo Acuña \| 6 \| 5 \| 1 \| \| \| \| 2 \| \| Mark Edmondson \| 6 \| 6 \| 6 \| \| \| \| 2 \| \| Pedro Rebolledo \| 1 \| 2 \| 3 \| \| \| \| 3 \| \| Peter McNamara - Paul McNamee \| 8 \| 2 \| 8 \| 6 \| \| \| 3 \| \| Hans Gildemeister - Belus Prajoux \| 6 \| 6 \| 6 \| 2 \| \| \| \| \| \| \| \| \| \| \| \| 4 \| \| Mark Edmondson \| 4 \| 6 \| 4 \| 4 \| \| \| 4 \| \| Ricardo Acuña \| 6 \| 2 \| 6 \| 6 \| \| \| \| \| \| \| \| \| \| \| \| 5 \| \| John Fitzgerald \| 8 \| 3 \| 4 \| 6 \| 6 \| \| 5 \| \| Pedro Rebolledo \| 6 \| 6 \| 6 \| 4 \| 2 \| \| \| \| \| \| \| \| \| \| |           |                                   |   |   |       |   |   |
| 1 |           | John Fitzgerald                   | 8 | 7 | 6     |   |   |
| 1 |           | Ricardo Acuña                     | 6 | 5 | 1     |   |   |
| 2 |           | Mark Edmondson                    | 6 | 6 | 6     |   |   |
| 2 |           | Pedro Rebolledo                   | 1 | 2 | 3     |   |   |
| 3 |           | Peter McNamara - Paul McNamee     | 8 | 2 | 8     | 6 |   |
| 3 |           | Hans Gildemeister - Belus Prajoux | 6 | 6 | 6     | 2 |   |
| |           |                                   |   |   |       |   |   |
| 4 |           | Mark Edmondson                    | 4 | 6 | 4     | 4 |   |
| 4 |           | Ricardo Acuña                     | 6 | 2 | 6     | 6 |   |
| |           |                                   |   |   |       |   |   |
| 5 |           | John Fitzgerald                   | 8 | 3 | 4     | 6 | 6 |
| 5 |           | Pedro Rebolledo                   | 6 | 6 | 6     | 4 | 2 |
| |           |                                   |   |   |       |   |   |

| 1 |  | John Fitzgerald                   | 8 | 7 | 6 |   |   |
| 1 |  | Ricardo Acuña                     | 6 | 5 | 1 |   |   |
| 2 |  | Mark Edmondson                    | 6 | 6 | 6 |   |   |
| 2 |  | Pedro Rebolledo                   | 1 | 2 | 3 |   |   |
| 3 |  | Peter McNamara - Paul McNamee     | 8 | 2 | 8 | 6 |   |
| 3 |  | Hans Gildemeister - Belus Prajoux | 6 | 6 | 6 | 2 |   |
|   |  |                                   |   |   |   |   |   |
| 4 |  | Mark Edmondson                    | 4 | 6 | 4 | 4 |   |
| 4 |  | Ricardo Acuña                     | 6 | 2 | 6 | 6 |   |
|   |  |                                   |   |   |   |   |   |
| 5 |  | John Fitzgerald                   | 8 | 3 | 4 | 6 | 6 |
| 5 |  | Pedro Rebolledo                   | 6 | 6 | 6 | 4 | 2 |
|   |  |                                   |   |   |   |   |   |

| | Italie | 2                             | - | 3 | Nouvelle-Zélande |    |   |
| --- | ------ | ----------------------------- | - | - | ---------------- | -- | - |
| Cervia, Italie |        |                               |   |   |                  |    |   |
| du 9 au 11 juillet 1982 sur terre battue (ext.) |        |                               |   |   |                  |    |   |
| \| 1 \| \| Corrado Barazzutti \| 6 \| 1 \| 4 \| 3 \| \| \| 1 \| \| Chris Lewis \| 3 \| 6 \| 6 \| 6 \| \| \| 2 \| \| Adriano Panatta \| 6 \| 3 \| 7 \| 4 \| 2 \| \| 2 \| \| Russell Simpson \| 4 \| 6 \| 5 \| 6 \| 6 \| \| 3 \| \| P. Bertolucci - A. Panatta \| 6 \| 6 \| 3 \| 13 \| \| \| 3 \| \| Chris Lewis - Russell Simpson \| 4 \| 4 \| 6 \| 11 \| \| \| \| \| \| \| \| \| \| \| \| 4 \| \| Adriano Panatta \| 4 \| 3 \| 2 \| \| \| \| 4 \| \| Chris Lewis \| 6 \| 6 \| 6 \| \| \| \| \| \| \| \| \| \| \| \| \| 5 \| \| Corrado Barazzutti \| 6 \| 6 \| \| \| \| \| 5 \| \| Bruce Derlin \| 2 \| 3 \| \| \| \| \| \| \| \| \| \| \| \| \| |        |                               |   |   |                  |    |   |
| 1 |        | Corrado Barazzutti            | 6 | 1 | 4                | 3  |   |
| 1 |        | Chris Lewis                   | 3 | 6 | 6                | 6  |   |
| 2 |        | Adriano Panatta               | 6 | 3 | 7                | 4  | 2 |
| 2 |        | Russell Simpson               | 4 | 6 | 5                | 6  | 6 |
| 3 |        | P. Bertolucci - A. Panatta    | 6 | 6 | 3                | 13 |   |
| 3 |        | Chris Lewis - Russell Simpson | 4 | 4 | 6                | 11 |   |
| |        |                               |   |   |                  |    |   |
| 4 |        | Adriano Panatta               | 4 | 3 | 2                |    |   |
| 4 |        | Chris Lewis                   | 6 | 6 | 6                |    |   |
| |        |                               |   |   |                  |    |   |
| 5 |        | Corrado Barazzutti            | 6 | 6 |                  |    |   |
| 5 |        | Bruce Derlin                  | 2 | 3 |                  |    |   |
| |        |                               |   |   |                  |    |   |

| 1 |  | Corrado Barazzutti            | 6 | 1 | 4 | 3  |   |
| 1 |  | Chris Lewis                   | 3 | 6 | 6 | 6  |   |
| 2 |  | Adriano Panatta               | 6 | 3 | 7 | 4  | 2 |
| 2 |  | Russell Simpson               | 4 | 6 | 5 | 6  | 6 |
| 3 |  | P. Bertolucci - A. Panatta    | 6 | 6 | 3 | 13 |   |
| 3 |  | Chris Lewis - Russell Simpson | 4 | 4 | 6 | 11 |   |
|   |  |                               |   |   |   |    |   |
| 4 |  | Adriano Panatta               | 4 | 3 | 2 |    |   |
| 4 |  | Chris Lewis                   | 6 | 6 | 6 |    |   |
|   |  |                               |   |   |   |    |   |
| 5 |  | Corrado Barazzutti            | 6 | 6 |   |    |   |
| 5 |  | Bruce Derlin                  | 2 | 3 |   |    |   |
|   |  |                               |   |   |   |    |   |

| | France | 3                            | - | 2   | Tchécoslovaquie |    |   |
| --- | ------ | ---------------------------- | - | --- | --------------- | -- | - |
| Roland-Garros, Paris, France |        |                              |   |     |                 |    |   |
| du 9 au 11 juillet 1982 sur terre battue (ext.) |        |                              |   |     |                 |    |   |
| \| 1 \| \| Yannick Noah \| 6 \| 5 \| 6 \| 4 \| 6 \| \| 1 \| \| Tomáš Šmíd \| 3 \| 7 \| 3 \| 6 \| 3 \| \| 2 \| \| Thierry Tulasne \| 3 \| 6 \| 3 \| 11 \| 4 \| \| 2 \| \| Ivan Lendl \| 6 \| 4 \| 6 \| 9 \| 6 \| \| 3 \| \| Henri Leconte - Yannick Noah \| 2 \| 6 \| 6 \| 6 \| \| \| 3 \| \| Pavel Složil - Tomáš Šmíd \| 6 \| 3 \| 3 \| 4 \| \| \| \| \| \| \| \| \| \| \| \| 4 \| \| Yannick Noah \| 6 \| 3 \| 7 \| 6 \| 6 \| \| 4 \| \| Ivan Lendl \| 2 \| 6 \| 9 \| 3 \| 4 \| \| \| \| \| \| \| \| \| \| \| 5 \| \| Thierry Tulasne \| 2 \| ab. \| \| \| \| \| 5 \| \| Tomáš Šmíd \| 3 \| \| \| \| \| \| \| \| \| \| \| \| \| \| |        |                              |   |     |                 |    |   |
| 1 |        | Yannick Noah                 | 6 | 5   | 6               | 4  | 6 |
| 1 |        | Tomáš Šmíd                   | 3 | 7   | 3               | 6  | 3 |
| 2 |        | Thierry Tulasne              | 3 | 6   | 3               | 11 | 4 |
| 2 |        | Ivan Lendl                   | 6 | 4   | 6               | 9  | 6 |
| 3 |        | Henri Leconte - Yannick Noah | 2 | 6   | 6               | 6  |   |
| 3 |        | Pavel Složil - Tomáš Šmíd    | 6 | 3   | 3               | 4  |   |
| |        |                              |   |     |                 |    |   |
| 4 |        | Yannick Noah                 | 6 | 3   | 7               | 6  | 6 |
| 4 |        | Ivan Lendl                   | 2 | 6   | 9               | 3  | 4 |
| |        |                              |   |     |                 |    |   |
| 5 |        | Thierry Tulasne              | 2 | ab. |                 |    |   |
| 5 |        | Tomáš Šmíd                   | 3 |     |                 |    |   |
| |        |                              |   |     |                 |    |   |

| 1 |  | Yannick Noah                 | 6 | 5   | 6 | 4  | 6 |
| 1 |  | Tomáš Šmíd                   | 3 | 7   | 3 | 6  | 3 |
| 2 |  | Thierry Tulasne              | 3 | 6   | 3 | 11 | 4 |
| 2 |  | Ivan Lendl                   | 6 | 4   | 6 | 9  | 6 |
| 3 |  | Henri Leconte - Yannick Noah | 2 | 6   | 6 | 6  |   |
| 3 |  | Pavel Složil - Tomáš Šmíd    | 6 | 3   | 3 | 4  |   |
|   |  |                              |   |     |   |    |   |
| 4 |  | Yannick Noah                 | 6 | 3   | 7 | 6  | 6 |
| 4 |  | Ivan Lendl                   | 2 | 6   | 9 | 3  | 4 |
|   |  |                              |   |     |   |    |   |
| 5 |  | Thierry Tulasne              | 2 | ab. |   |    |   |
| 5 |  | Tomáš Šmíd                   | 3 |     |   |    |   |
|   |  |                              |   |     |   |    |   |

##### Demi-finales
| | Australie | 0                             | - | 5 | États-Unis |   |  |
| --- | --------- | ----------------------------- | - | - | ---------- | - |  |
| Entertainment Centre, Perth, Australie |           |                               |   |   |            |   |  |
| du 1er au 3 octobre 1982 sur moquette (int.) |           |                               |   |   |            |   |  |
| \| 1 \| \| Peter McNamara \| 4 \| 6 \| 2 \| 4 \| \| \| 1 \| \| John McEnroe \| 6 \| 4 \| 6 \| 6 \| \| \| 2 \| \| John Alexander \| 4 \| 6 \| 1 \| 2 \| \| \| 2 \| \| Gene Mayer \| 6 \| 3 \| 6 \| 6 \| \| \| 3 \| \| Peter McNamara - Paul McNamee \| 2 \| 2 \| 6 \| 6 \| \| \| 3 \| \| Peter Fleming - John McEnroe \| 6 \| 6 \| 3 \| 8 \| \| \| \| \| \| \| \| \| \| \| \| 4 \| \| Mark Edmondson \| 3 \| 3 \| \| \| \| \| 4 \| \| Gene Mayer \| 6 \| 6 \| \| \| \| \| \| \| \| \| \| \| \| \| \| 5 \| \| John Alexander \| 4 \| 3 \| \| \| \| \| 5 \| \| John McEnroe \| 6 \| 6 \| \| \| \| \| \| \| \| \| \| \| \| \| |           |                               |   |   |            |   |  |
| 1 |           | Peter McNamara                | 4 | 6 | 2          | 4 |  |
| 1 |           | John McEnroe                  | 6 | 4 | 6          | 6 |  |
| 2 |           | John Alexander                | 4 | 6 | 1          | 2 |  |
| 2 |           | Gene Mayer                    | 6 | 3 | 6          | 6 |  |
| 3 |           | Peter McNamara - Paul McNamee | 2 | 2 | 6          | 6 |  |
| 3 |           | Peter Fleming - John McEnroe  | 6 | 6 | 3          | 8 |  |
| |           |                               |   |   |            |   |  |
| 4 |           | Mark Edmondson                | 3 | 3 |            |   |  |
| 4 |           | Gene Mayer                    | 6 | 6 |            |   |  |
| |           |                               |   |   |            |   |  |
| 5 |           | John Alexander                | 4 | 3 |            |   |  |
| 5 |           | John McEnroe                  | 6 | 6 |            |   |  |
| |           |                               |   |   |            |   |  |

| 1 |  | Peter McNamara                | 4 | 6 | 2 | 4 |  |
| 1 |  | John McEnroe                  | 6 | 4 | 6 | 6 |  |
| 2 |  | John Alexander                | 4 | 6 | 1 | 2 |  |
| 2 |  | Gene Mayer                    | 6 | 3 | 6 | 6 |  |
| 3 |  | Peter McNamara - Paul McNamee | 2 | 2 | 6 | 6 |  |
| 3 |  | Peter Fleming - John McEnroe  | 6 | 6 | 3 | 8 |  |
|   |  |                               |   |   |   |   |  |
| 4 |  | Mark Edmondson                | 3 | 3 |   |   |  |
| 4 |  | Gene Mayer                    | 6 | 6 |   |   |  |
|   |  |                               |   |   |   |   |  |
| 5 |  | John Alexander                | 4 | 3 |   |   |  |
| 5 |  | John McEnroe                  | 6 | 6 |   |   |  |
|   |  |                               |   |   |   |   |  |

| | France | 3                             | - | 2 | Nouvelle-Zélande |   |  |
| --- | ------ | ----------------------------- | - | - | ---------------- | - |  |
| Country Club aixois, Aix-en-Provence, France |        |                               |   |   |                  |   |  |
| du 1er au 3 octobre 1982 sur terre battue (ext.) |        |                               |   |   |                  |   |  |
| \| 1 \| \| Thierry Tulasne \| 6 \| 4 \| 7 \| 6 \| \| \| 1 \| \| Russell Simpson \| 3 \| 6 \| 5 \| 2 \| \| \| 2 \| \| Yannick Noah \| 6 \| 6 \| 7 \| \| \| \| 2 \| \| Chris Lewis \| 3 \| 1 \| 5 \| \| \| \| 3 \| \| Henri Leconte - Yannick Noah \| 3 \| 7 \| 4 \| \| \| \| 3 \| \| Chris Lewis - Russell Simpson \| 6 \| 9 \| 6 \| \| \| \| \| \| \| \| \| \| \| \| \| 4 \| \| Thierry Tulasne \| 4 \| 2 \| 4 \| \| \| \| 4 \| \| Chris Lewis \| 6 \| 6 \| 6 \| \| \| \| \| \| \| \| \| \| \| \| \| 5 \| \| Yannick Noah \| 6 \| 6 \| 6 \| \| \| \| 5 \| \| Russell Simpson \| 2 \| 2 \| 2 \| \| \| \| \| \| \| \| \| \| \| \| |        |                               |   |   |                  |   |  |
| 1 |        | Thierry Tulasne               | 6 | 4 | 7                | 6 |  |
| 1 |        | Russell Simpson               | 3 | 6 | 5                | 2 |  |
| 2 |        | Yannick Noah                  | 6 | 6 | 7                |   |  |
| 2 |        | Chris Lewis                   | 3 | 1 | 5                |   |  |
| 3 |        | Henri Leconte - Yannick Noah  | 3 | 7 | 4                |   |  |
| 3 |        | Chris Lewis - Russell Simpson | 6 | 9 | 6                |   |  |
| |        |                               |   |   |                  |   |  |
| 4 |        | Thierry Tulasne               | 4 | 2 | 4                |   |  |
| 4 |        | Chris Lewis                   | 6 | 6 | 6                |   |  |
| |        |                               |   |   |                  |   |  |
| 5 |        | Yannick Noah                  | 6 | 6 | 6                |   |  |
| 5 |        | Russell Simpson               | 2 | 2 | 2                |   |  |
| |        |                               |   |   |                  |   |  |

| 1 |  | Thierry Tulasne               | 6 | 4 | 7 | 6 |  |
| 1 |  | Russell Simpson               | 3 | 6 | 5 | 2 |  |
| 2 |  | Yannick Noah                  | 6 | 6 | 7 |   |  |
| 2 |  | Chris Lewis                   | 3 | 1 | 5 |   |  |
| 3 |  | Henri Leconte - Yannick Noah  | 3 | 7 | 4 |   |  |
| 3 |  | Chris Lewis - Russell Simpson | 6 | 9 | 6 |   |  |
|   |  |                               |   |   |   |   |  |
| 4 |  | Thierry Tulasne               | 4 | 2 | 4 |   |  |
| 4 |  | Chris Lewis                   | 6 | 6 | 6 |   |  |
|   |  |                               |   |   |   |   |  |
| 5 |  | Yannick Noah                  | 6 | 6 | 6 |   |  |
| 5 |  | Russell Simpson               | 2 | 2 | 2 |   |  |
|   |  |                               |   |   |   |   |  |

##### Finale
La finale de la Coupe Davis 1982 se joue entre les États-Unis et la France.
| | France | 1                            | -  | 4 | États-Unis |   |   |
| --- | ------ | ---------------------------- | -- | - | ---------- | - | - |
| Palais des sports, Grenoble, France |        |                              |    |   |            |   |   |
| du 26 au 28 novembre 1982 sur terre battue (int.) |        |                              |    |   |            |   |   |
| \| 1 \| \| Yannick Noah \| 10 \| 6 \| 6 \| 2 \| 3 \| \| 1 \| \| John McEnroe \| 12 \| 1 \| 3 \| 6 \| 6 \| \| 2 \| \| Henri Leconte \| 2 \| 2 \| 9 \| 4 \| \| \| 2 \| \| Gene Mayer \| 6 \| 6 \| 7 \| 6 \| \| \| 3 \| \| Henri Leconte - Yannick Noah \| 4 \| 3 \| 7 \| \| \| \| 3 \| \| Peter Fleming - John McEnroe \| 6 \| 6 \| 9 \| \| \| \| \| \| \| \| \| \| \| \| \| 4 \| \| Yannick Noah \| 6 \| 6 \| \| \| \| \| 4 \| \| Gene Mayer \| 1 \| 0 \| \| \| \| \| \| \| \| \| \| \| \| \| \| 5 \| \| Henri Leconte \| 2 \| 3 \| \| \| \| \| 5 \| \| John McEnroe \| 6 \| 6 \| \| \| \| \| \| \| \| \| \| \| \| \| |        |                              |    |   |            |   |   |
| 1 |        | Yannick Noah                 | 10 | 6 | 6          | 2 | 3 |
| 1 |        | John McEnroe                 | 12 | 1 | 3          | 6 | 6 |
| 2 |        | Henri Leconte                | 2  | 2 | 9          | 4 |   |
| 2 |        | Gene Mayer                   | 6  | 6 | 7          | 6 |   |
| 3 |        | Henri Leconte - Yannick Noah | 4  | 3 | 7          |   |   |
| 3 |        | Peter Fleming - John McEnroe | 6  | 6 | 9          |   |   |
| |        |                              |    |   |            |   |   |
| 4 |        | Yannick Noah                 | 6  | 6 |            |   |   |
| 4 |        | Gene Mayer                   | 1  | 0 |            |   |   |
| |        |                              |    |   |            |   |   |
| 5 |        | Henri Leconte                | 2  | 3 |            |   |   |
| 5 |        | John McEnroe                 | 6  | 6 |            |   |   |
| |        |                              |    |   |            |   |   |

### Barrages

#### Résumé
Les barrages voient s'affronter les nations ayant perdu au 1er tour du "Groupe Mondial". Les nations victorieuses sont qualifiées pour le groupe mondial 1983. Les nations vaincues participent à leur zone géographique respective. Les barrages se déroulent en même temps que les demi-finales : du 1er au 3 octobre.
| Lieu         | Surface             | Hôtes            | Score | Visiteurs            |
| ------------ | ------------------- | ---------------- | ----- | -------------------- |
| Donetsk      | terre battue (ext.) | Union soviétique | 4 – 1 | Inde                 |
| Mexico       | terre battue (ext.) | Mexique          | 2 – 3 | Roumanie             |
| Barcelone    | terre battue (ext.) | Espagne          | 2 – 3 | Grande-Bretagne      |
| Buenos Aires | terre battue (ext.) | Argentine        | 3 – 2 | Allemagne de l'Ouest |